# トランシルヴァニアの戦い
トランシルヴァニアの戦い（Battle of Transylvania）は、第一次世界大戦に参戦したルーマニア軍にとって最初の大きな軍事行動で、1916年8月15日に始められた。ルーマニア陸軍の攻撃はオーストリアと領有権を争っていたトランシルヴァニアのルーマニア系住民の住む地域を征服し、更にブルシーロフ攻勢でロシア帝国軍に敗れたオーストリア＝ハンガリー帝国軍に打撃を与える為に行われた。
一時的にルーマニア軍はトランシルヴァニアのルーマニア系地区占領に成功したが、ルーマニア南部でのブルガリア軍の攻撃によって進撃は停止した。そして9月18日に行われたより少ない数の独墺軍の反攻作戦によって、11月末までに国境地帯まで敗走した。

## 背景
第一次世界大戦前、本来ルーマニア王国はオーストリアとドイツの同盟国だった。しかし1914年、サラエヴォ事件を発端に世界大戦が起こるとルーマニアは参戦義務を破って中立を宣言した。ルーマニア王国は戦争はオーストリアの侵略行為によるもので、相互参戦の義務は無いと強弁した。戦争の中盤、結局ルーマニアは大戦に参加するが、それは独墺の同盟国としてではなく敵としてであった。
連合国は秘密交渉で、戦後にオーストリアにルーマニアと争っていたトランシルヴァニアを割譲させると約束した。同地は確かにルーマニア系に分類される住民が多数を占めていたが、オーストリアの方針でドイツ化が進められていた。8月27日、ルーマニアは同盟国側に対して宣戦布告した。

## 侵攻

### 攻勢から頓挫まで
8月15日夜、国境地帯に進撃を開始した3個軍からなるルーマニア軍はカルパティア山脈の弱体な防備を潜り抜けた。殆ど戦力に余裕の無いオーストリア軍師団の散発的な抵抗が続く中、ルーマニア軍は事前に策定したトランシルヴァニア攻撃作戦「ハイポセシス・ゼータ」に基づいて、戦略的に重要なムレシュ川を目指した。計画では迅速な進撃が求められていたが、ルーマニア軍部隊は低速で進んだ為に8月16日にブラショフを通過して、9月4日にオルト川を横断、9月中旬に漸くシビウ周辺に辿り着いた。
同じ頃、ルーマニア軍の要請を受けてロシア軍が3個師団を北ルーマニアに送ったが、物資不足などからトランシルヴァニアの戦いには参加しなかった。中央同盟国もブルガリア軍がオーストリア軍の為に援軍を派遣していたが、ドイツのアウグスト・フォン・マッケンゼン将軍は彼らを率いて南ルーマニアの守備隊を撃破して国境要塞を占領した。トランシルヴァニアにもドイツ軍の師団が到着、ルーマニア軍は独墺軍の反撃で撃退され、それ以上先に進めなくなった。ルーマニア軍はトランシルヴァニアの占領地区で防御を固め、攻勢用の一部部隊を南部のブルガリア軍に派遣している。
以降、ルーマニア軍のトランシルヴァニア作戦は攻勢から防戦へと早変わりして、連合国にとって厄介なお荷物となった。

### 反撃

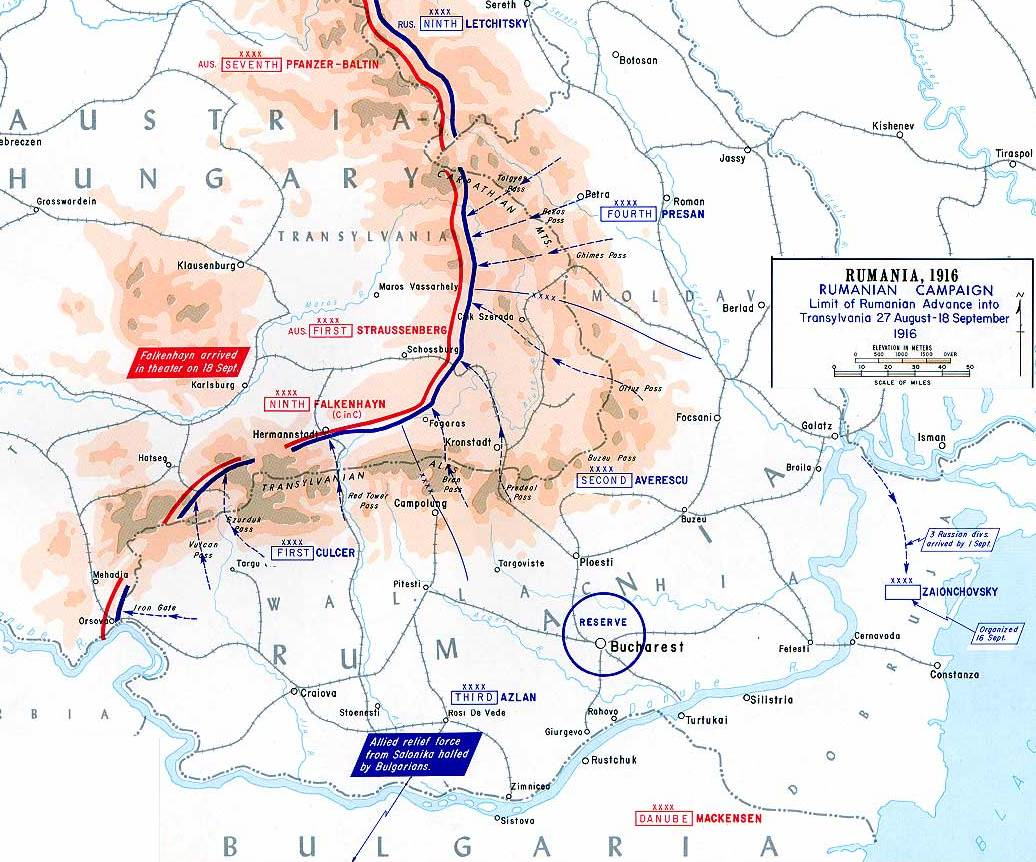
トランシルヴァニア攻撃時の戦況図。オーストリア軍の防衛線に阻まれて全く前進できていないのが分かる。

参謀総長を辞任していたエーリッヒ・フォン・ファルケンハインはドイツ第9方面軍の司令官に抜擢され、ルーマニア軍を防戦から退却へと更に退かせる役目を負った。9月18日、ドイツ第9方面軍はハツェグ(Haţeg)に展開していたルーマニア第1方面軍を撃破した。続く8日後にルーマニア軍は反攻作戦としてシビウ攻略を再開したが、守備についていた山岳部隊に敗北して失敗した。そして10月4日にはドイツ第9方面軍の攻撃にブラショフに駐屯するルーマニア第2方面軍が撃破され、残ったルーマニア第4方面軍は戦わずに山岳地帯へ逃走した。10月25日までにルーマニア軍は、攻撃で得た領土全てを放棄して攻勢前のラインに戻ってしまった。
反撃の後、追撃を開始したファルケンハインと独墺軍はルーマニア国境の山岳地帯で、ルーマニア軍の防戦力を試す為の陽動攻撃を行った。11月10日にルーマニア軍守備隊を弱体と判断したファルケンハインは総攻撃を行い、ルーマニア軍は惨敗して国境を突破された。11月26日、ルーマニア守備隊は降伏して独墺軍はワラキア地方を占領、首都ブカレストに迫った。

### その後
ルーマニア軍の攻撃はトランシルヴァニア占領の失敗に加え、逆にワラキアを占領されるという惨めな結果に終わった。ルーマニア軍は圧倒的な数的優位だけでなく、戦略的な有利も与えられていたにもかかわらず大敗した。ルーマニア遠征軍の司令官アレクサンドル・アヴェレスクは「進む時はなんら困難は無くゆっくり進んだが、戻る時には多くの困難を味わった」と述懐している。
独墺軍の司令官エーリッヒ・フォン・ファルケンハインはルーマニア軍の侵略を押し返して首都に攻め返す功績を挙げ、マッケンゼン軍と合流してルーマニア軍の残余を粉砕した。最終的にルーマニアは25万人の兵士と領土の3分の2を失った。この後も負け続けルーマニアは降伏した。
しかし、ドイツが敗色濃厚になると降伏宣言を撤回、再度宣戦布告し勝利国となり、最終的には二倍以上も領土が増えた。